# 三木站 (神戶電鐵)
三木站（日语：／ Miki eki */?）是位於兵庫縣三木市末廣一丁目，神戶電鐵的粟生線車站。車站編號為KB53。
此站是舊區的中心車站。

## 歷史
- 1938年（昭和13年）1月28日 : 三木電氣鐵道從三木東口站（現時：三木上之丸站）延伸至此站。三木福有橋站啟用[1][2]。
- 1947年（昭和22年）1月9日 : 與神戶有馬電氣鐵道合併，成為神有三木電氣鐵道（後來改名為神戶電鐵）[2]。
- 1951年（昭和26年）12月28日 : 從此站延伸電鐵小野站（現時：小野站），成為中途車站[2]。
- 1954年（昭和29年）1月1日 : 車站改名為電鐵三木站[1][2]。
- 1972年（昭和47年）：部分車站大樓（下行月台）進行翻新[1]。
- 1988年（昭和63年）4月1日 : 車站改名為三木站[1][2]。
- 2001年（平成13年）3月28日：站內平交道廢止，上下行線的閘口分離[1]。
- 2018年（平成30年）
  - 3月4日：車站附近住宅發生火災，火勢波及到此站下行月台和車站大樓，燒毀設備與站房[3][4]。
  - 3月5日：下行月台暫時停止使用[5][4][6]。
  - 3月9日：下行月台再次重開[5][6]。
- 2020年（令和2年）9月30日：新車站大樓外觀決定為現代和斬新風格[7]。
- 2022年（令和4年）3月28日：新車站大樓開始使用[8]，原預定在2021年12月啟用，因工程延誤而推遲[7]。

## 車站構造
車站是一座地面車站，設有2面2線的相對式月台。月台可容納4卡車廂。
在鈴蘭台一方設有引上線，引上線可容納4卡車廂。該引上線不可進出2號月台。
此站是無人車站。車站大樓（閘口）位於上下行線月台靠近粟生一方。曾經車站內設有站內平交道，粟生線由於進行可對應4卡編成的工程而廢止。上行月台一方新設車站大樓，把閘口分離。在上行線車站大樓外設有公廁。
下行月台車站大樓在1938年（昭和13年）竣工，並一直存在。但是2018年3月4日附近住宅發生了火災，導致車站大樓也被燒毀。在火災後下行月台需要暫停使用。在翌日5日至同月8日暫時只使用2號月台，只有1面1線的月台。後來，神戶電鐵和三木市討論重建車站大樓計劃。在3月9日，下行月台上再次設置臨時閘口，時間表回復平常。
。
後來在重建車站大樓設計過程中，進行了選舉，讓民眾選擇新車站大樓的建築風格。最後2020年9月30日發表，最多人選擇的風格是「現代和斬新風格」。新車站大樓預計在2021年5月完工，並預計在2021年12月開始使用。

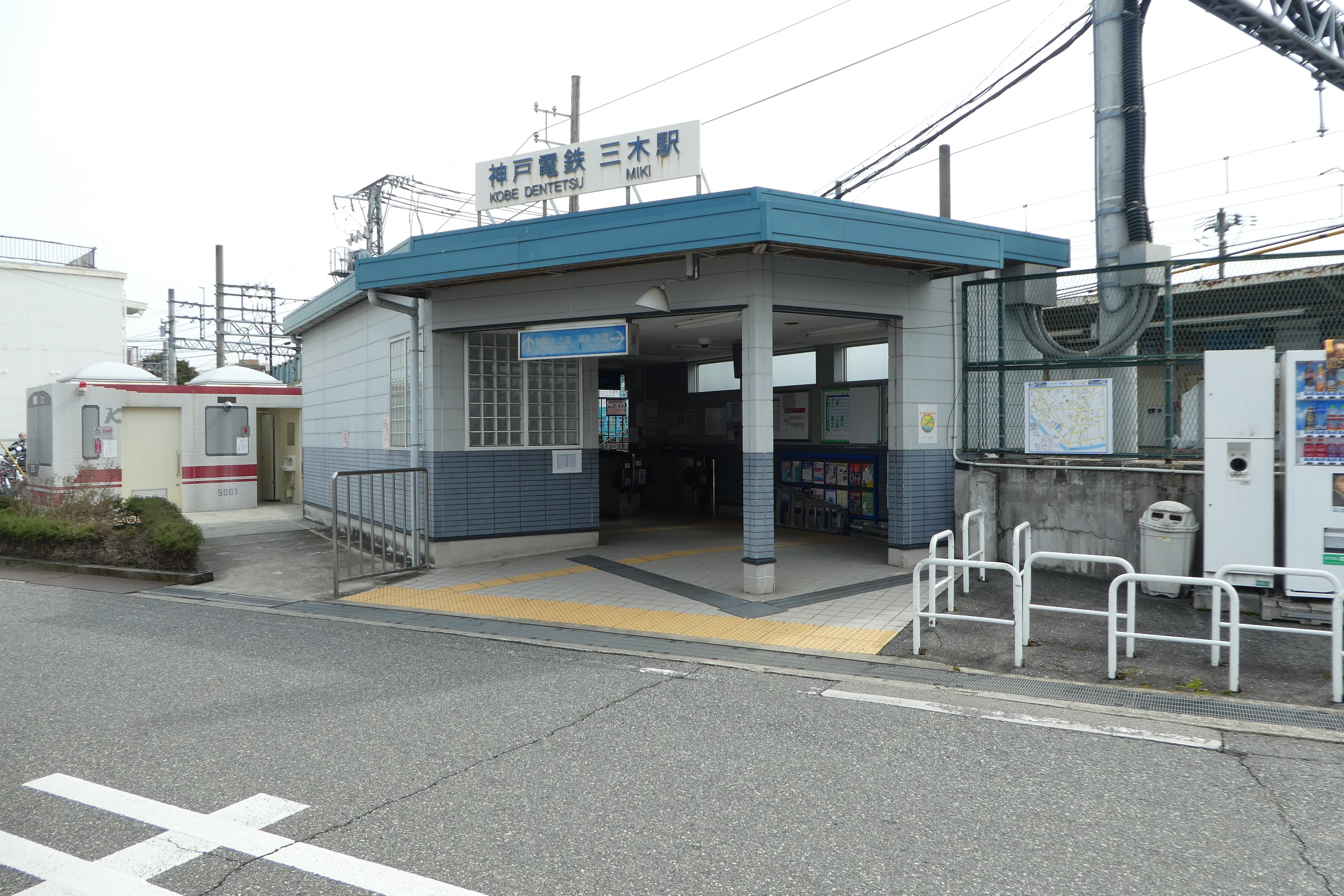
上行線車站大樓，左邊設有以列車作為模樣的公共廁所（2018年3月）
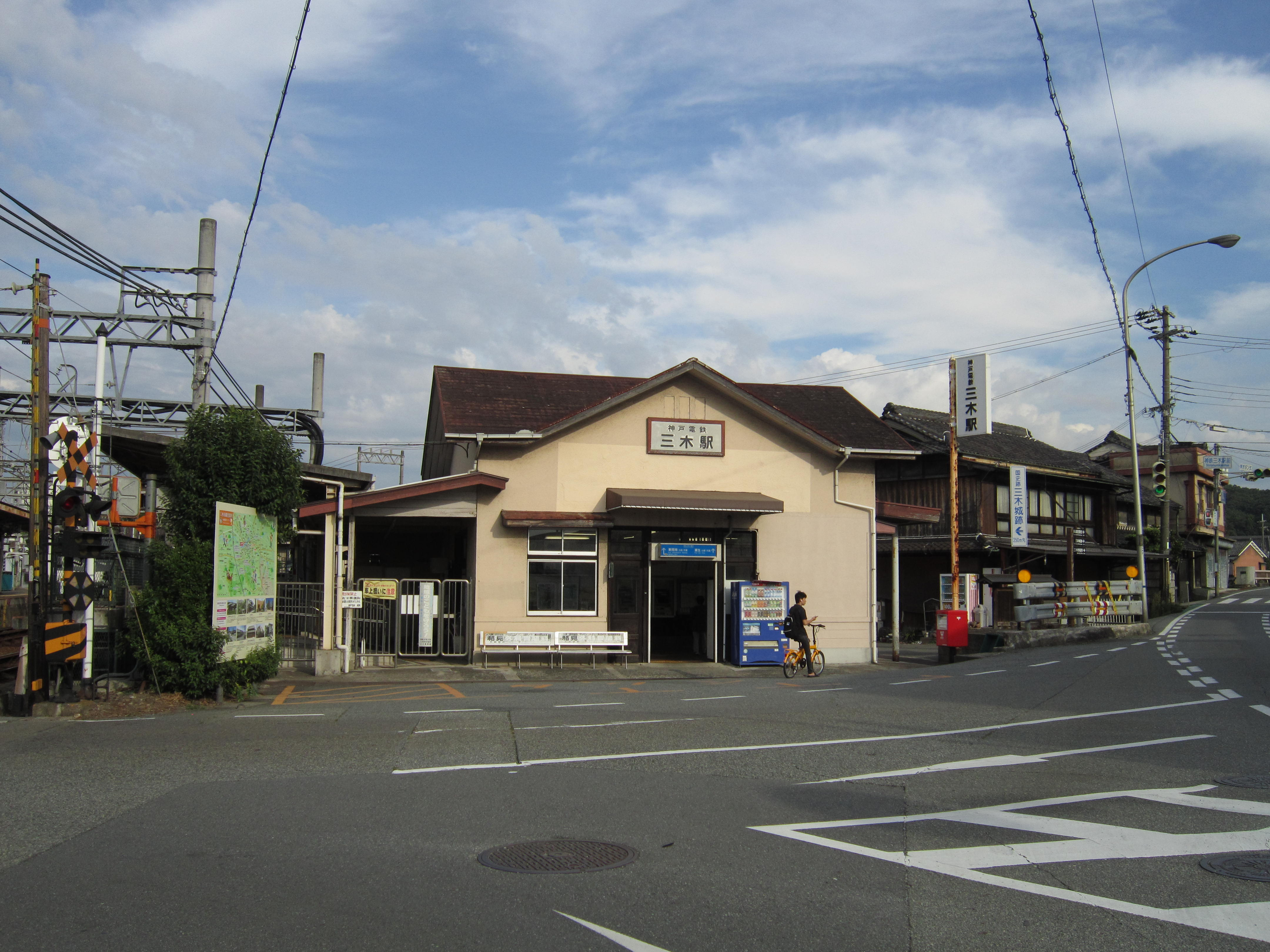
發生火災前的下行線車站大樓 （2017年）
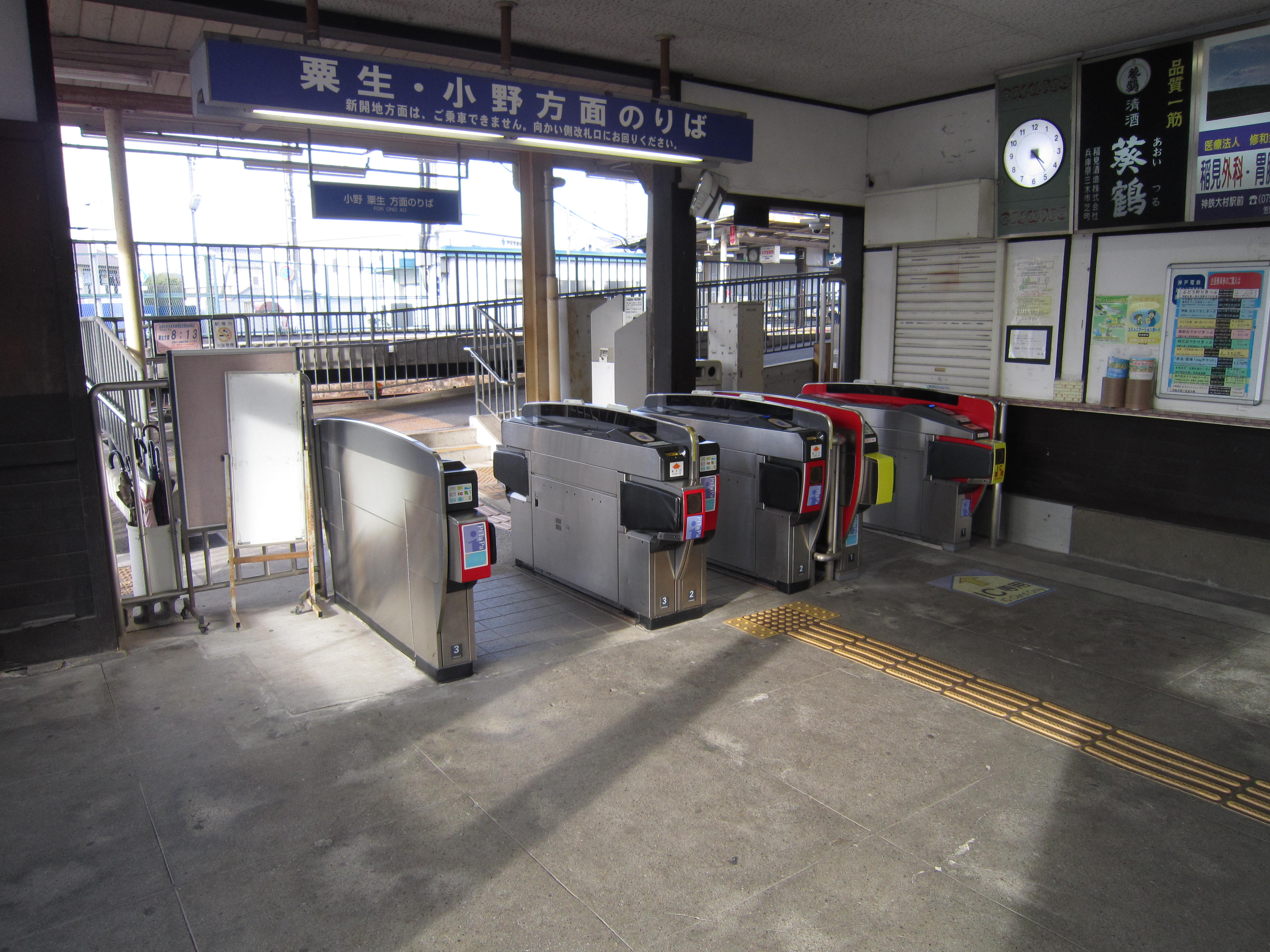
發生火災前的下行線車站大樓內 （2017年9月）
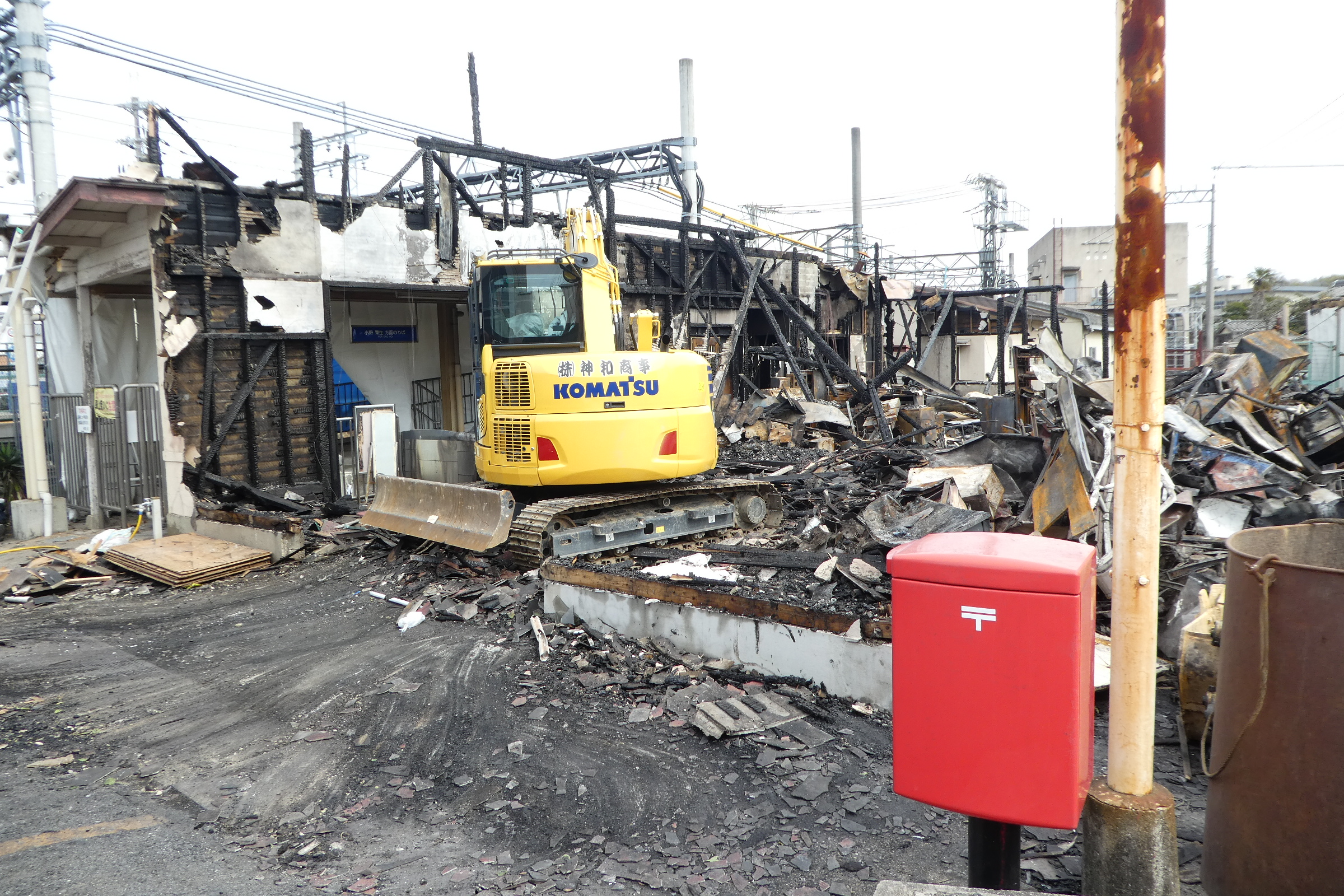
發生火災後的下行線車站大樓 （2018年3月7日）
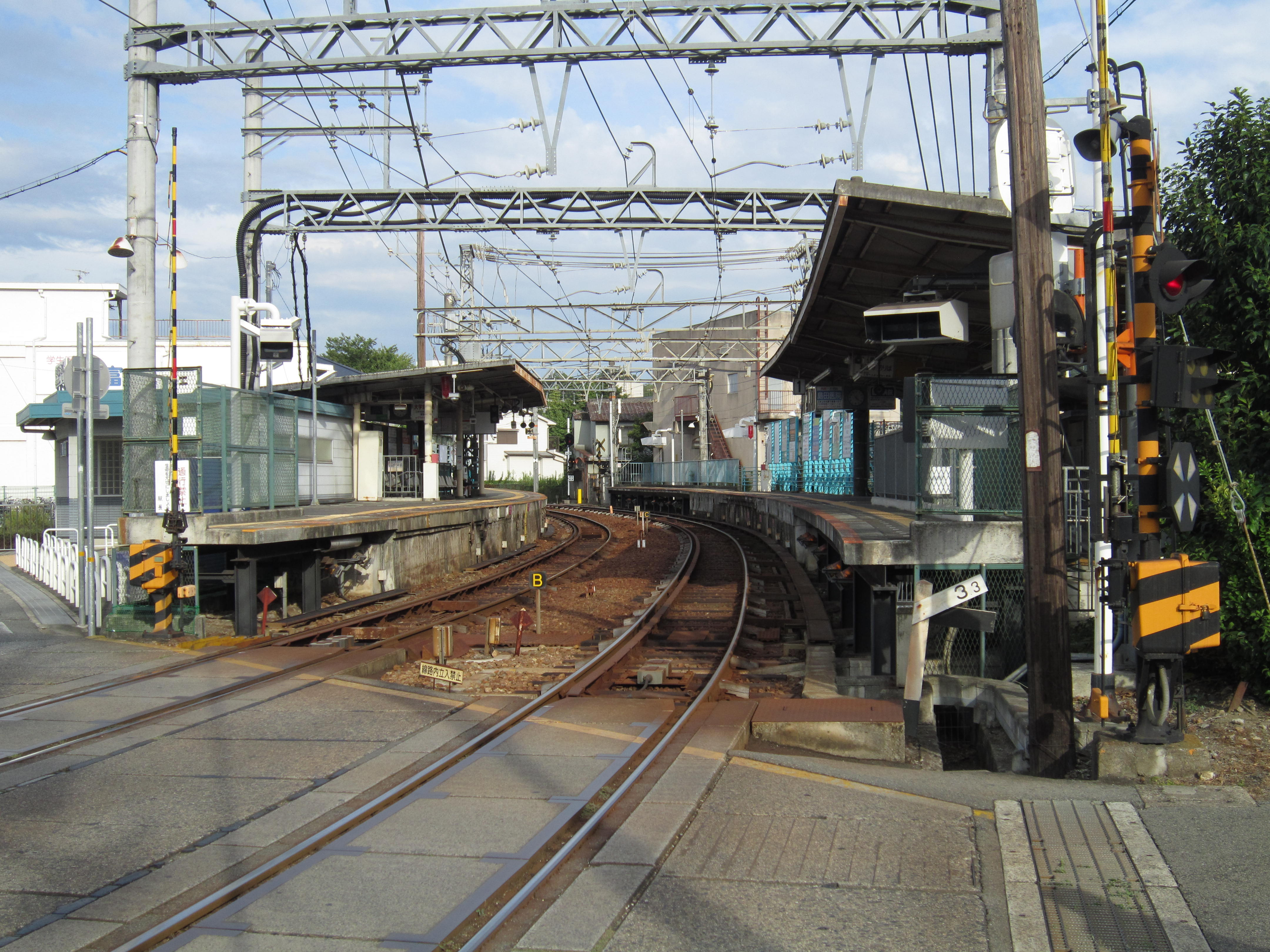
粟生一方的平交道
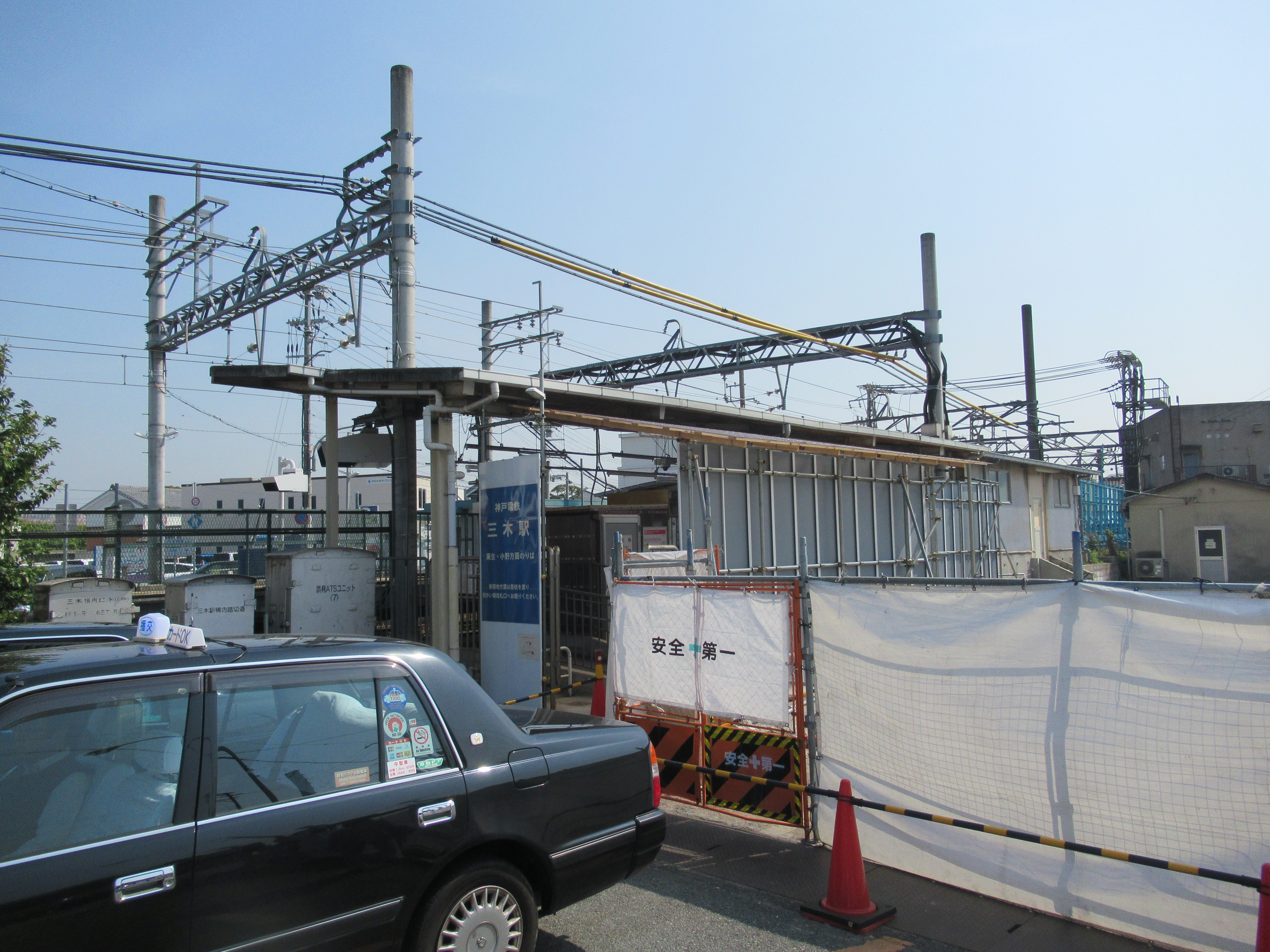
發生火災後的下行線車站大樓拆除完畢，圍上圍籬準備重建（2018年4月）

### 月台
| 月台 | 路線   | 上下行 | 方向                           |
| ---- | ------ | ------ | ------------------------------ |
| 1    | 粟生線 | 下行   | 小野、粟生方向                 |
| 2    | 粟生線 | 上行   | 志染、鈴蘭台、湊川、新開地方向 |

- 2號月台可從兩方向進站和離站。
- 下行的1班列車（從新開地於晚上11時20分出發前往三木的準急列車，列車編號23323，3卡編成）會在此站夜間停泊，該列車會進入2號月台，為該月台唯一的下行列車。

## 利用狀況
在2016年度，1年總乘車人次為316千人，平均每日乘車人次は866人
| 年度 | 1日平均 乘車人次 |
| ---- | ---------------- |
| 2002 | 1,392            |
| 2003 | 1,312            |
| 2004 | 1,240            |
| 2005 | 1,189            |
| 2006 | 1,175            |
| 2007 | 1,137            |
| 2008 | 1,109            |
| 2009 | 1,022            |
| 2010 | 970              |
| 2011 | 956              |
| 2012 | 948              |
| 2013 | 915              |
| 2014 | 907              |
| 2015 | 888              |
| 2016 | 880              |
| 2017 | 879              |
| 2018 | 866              |

## 車站周邊
站前沒有迴旋路。車站周邊都是舊區，附近也有商業和大規模商店。
名勝、舊蹟、文娛
- 大宮八幡宮（日语：大宮八幡宮 (三木市)）
- 玉置家住宅
- 濱江公園
- 三木Horse Land公園（日语：三木ホースランドパーク）

公共設施
從前車站附近設有三木市民醫院。後來小野市與北播磨綜合醫療中心整合後，三木市民醫院廢止。
- 中央公民館
- 三木市立市民活動中心（日语：三木市立市民活動センター）
- 三木警察署（日语：三木警察署） 本町交番
- 三木稅務署

文教設施
- 兵庫縣立三木高等學校（日语：兵庫県立三木高等学校）[1]
- 三木市立三木中學（日语：三木市立三木中学校）
- 三木市立三樹小學（日语：三木市立三樹小学校）

保育設施
- 神和認定兒童園
- 神和向日葵房

郵局、金融機構
- 三木福井郵局、三木末廣郵局
- 實里農業協同組合 (日本) 三木分店
- 三井住友銀行 三木分店、綠丘分店（舊神戶銀行（日语：神戸銀行）→太陽神戶銀行→太陽神戶三井銀行→櫻花銀行） - 三木市指定金融機關
  - ※在2021年2月8日起，綠丘分店遷移成為共同商店。
- 但馬銀行（日语：但馬銀行） 三木分店
- 港口銀行（日语：みなと銀行） 三木分店
- 山陰合同銀行 北播磨分店（樓上鋪，沒有ATM）
- 尼崎信用金庫（日语：尼崎信用金庫） 三木分店
- 播州信用金庫（日语：播州信用金庫） 三木分店
- 日新信用金庫（日语：日新信用金庫） 三木分店
- 中兵庫信用金庫（日语：中兵庫信用金庫） 三木分店
- 兵庫縣信用組合（日语：兵庫県信用組合） 三木分店
- SMBC日興證券 三木分店

## 巴士路線
站前設有福有橋巴士站。此站設有較多班次前往三木市內，也設有前往各方向的巴士路線。另外，車站西邊設有末廣橋停留所。
如沒有注記標明，所有路線由神姬巴士。米奇巴士是由神姬區巴士行走的社區巴士。
福有橋巴士站
- 急行（西脇急行線） : 經三木本町、志染公民館前 前往三宮
- 快速（惠比須快速線（日语：恵比須快速線）） : 經惠比須、綠丘站 前往三宮
- 經三木本町、安福田、志染公民館前、淡河 前往三田站
- 經三木本町、安福田、志染公民館前、淡河 前往岡場站
- 經三木本町、安福田、志染公民館前、淡河 前往AEON Mall神戶北（日语：イオンモール神戸北）
- 經三木本町、安福田、志染公民館前 前往淡河
- 經三木本町、豐地、口吉川、渡瀨、吉安 前往吉川廳舍前
- 經三木本町、豐地、口吉川、渡瀨 前往美奈木台
- 經三木本町、豐地、口吉川 前往渡瀨
- 經三木本町、豐地、大二谷、吉川廳舍、吉安 前往渡瀨
- 經三木本町、豐地 前往大二谷
- 經三木本町、田井北口、平野八幡神社前、玉津曙、硯町 前往明石站
- 經三木本町、和田 前往西神中央站
- 經三木本町、養田 前往西神中央站
- 經三木本町、花尻 前往三木工業團地
- 經三木本町、自由丘、志染公民館前、大二谷、吉安 前往健康福祉中心(陽花谷溫泉) ※只於星期日和四行走。
- 經三木本町 前往朝日丘
- 前往三木營業所（米奇巴士）※只於星期日行走

福有橋巴士站（縣道南邊）
- 急行（西脇急行線） : 經三木營業所、社 前往西脇營業所 ※部分班次途經瀧野社交匯處（日语：滝野社インターチェンジ）
- 快速：經三木營業所 前往社(車廠前)
- 經三木營業所 前往社(車廠前)
- 前往三木營業所
- 前往三木營業所（米奇巴士）※只於星期日行走。
- 經三木營業所、加佐西、大塚惠比須站 前往三木市政廳前
- 直通巴士 ： 前往北播磨綜合醫療中心（日语：北播磨総合医療センター）

末広橋巴士站
- 前往北播磨綜合醫療中心
- 經三木市政廳前、廣野、常盤醫院 前往綠丘站

## 相鄰車站
神戶電鐵
 粟生線
■急行、■準急、■普通
三木上之丸（KB52）－三木（KB53）－大村（KB54）

## 注腳
1. 1 2 3 4 5 6 7 8 9 10 11 12 13 14  . 神户新聞综合出版中心. 2012-12-10: 195. ISBN 9784343006745 （日语）.
2. 1 2 3 4 5 6 7  曾根悟（監修）. 朝日新聞出版分冊百科編集部（編集） , 编. . 週刊朝日百科. 14号 神戸電鉄・能勢電鉄・北条鉄道・北近畿タンゴ鉄道. 朝日新聞出版. 2011-06-19: 11–13 （日语）.
3. ↑  時事ドットコムニュース（2018年3月4日）.   [2021-06-19]. （原始内容存档于2018-06-20）.
4. 1 2 3  . 神戶新聞 (神戶新聞社). 2018-03-05  [2018-03-05] （日语）.
5. 1 2 3  神戶電鐵株式會社 經營企劃部（2018年3月8日） (PDF).   [2021-06-19]. （原始内容 (PDF)存档于2018-03-14）.
6. 1 2  神戶新聞NEXT（2018年3月8日）.   [2021-06-19]. （原始内容存档于2018-06-22）.
7. 1 2 3  . 神戶新聞 (神戶新聞社). 2020-09-30  [2020-09-30]. （原始内容存档于2020-11-11） （日语）.
8. ↑  . 神戸新聞. 2022-03-28  [2022-03-28]. （原始内容存档于2022-03-28）.
9. ↑  三木駅構内案内図PDF - 神戸電鉄（2014年3月5日閲覧）
10. ↑   (PDF). 神戸・兵庫の郷土史Ｗｅｂ研究館／地域創生・ツーリズム研究所.   [2018-03-04]. （原始内容 (PDF)存档于2021-01-26） （日语）.
11. ↑  . 產經新聞 (產業經濟新聞社). 2018-03-06  [2018-03-06]. （原始内容存档于2018-06-21） （日语）.
12. ↑  .   [2021-06-19]. （原始内容存档于2018-03-08）.
13. ↑  神戶新聞NEXT（2018年3月7日）.   [2021-06-19]. （原始内容存档于2018-06-22）.
14. ↑  三木市統計書

## 外部連結
- 三木站（神戶電鐵） （页面存档备份，存于）（日語）